# Cualac
Cualac é um género de peixe da família Cyprinodontidae.
Este género contém as seguintes espécies:
- Cualac tessellatus